# Podtlenek węgla
Podtlenek węgla (C3O2) – organiczny związek chemiczny z grupy tlenków węgla, dibezwodnik kwasu malonowego. W warunkach pokojowych jest trującym gazem.

## Otrzymywanie
Podtlenek węgla został opisany po raz pierwszy w roku 1873 przez Benjamina Brodiego. Otrzymał go w postaci czerwonobrązowego nalotu na ściankach naczynia, w którym poddawał on działaniu prądu elektrycznego tlenek węgla. Nazwę podtlenek węgla nadał mu Marcellin Berthelot.
Podtlenek węgla otrzymać można przez odwodnienie kwasu malonowego lub jego estrów za pomocą pięciotlenku fosforu:
CH
2(COOH)
2 + P
4O
10 → C
3O
2 + 4HPO
3
Przegląd jego metod otrzymywania i właściwości opublikowano w roku 1930.

## Budowa
W cząsteczce podtlenku węgla wszystkie atomy są ułożone w linii prostej i połączone skumulowanymi podwójnymi wiązaniami chemicznymi: O=C=C=C=O.
Strukturę krystaliczną C3O2 ustalono w roku 2001 metodą rentgenograficzną w temperaturze −120 °C. Podtlenek węgla w takich warunkach tworzy kryształy w układzie rombowym, w których prawie idealnie liniowe cząsteczki O=C=C=C=O tworzą warstwy o układzie jodełki.

## Właściwości chemiczne
Pod wpływem wody hydrolizuje do kwasu malonowego. Hydroliza z użyciem ciężkiej wody prowadzi do produktu zawierającego 4 atomy deuteru:
C
3O
2 + 2D
2O → CD
2(COOD)
2

### Polimeryzacja
Podtlenek węgla ulega spontanicznej polimeryzacji, mogącej przebiegać wybuchowo, z uwolnieniem dużej ilości ciepła (136 kJ/mol). Produktem jest czerwono-czarne amorficzne ciało stałe, zachowujące wzór empiryczny C3O2.
W roku 1960 Erich Ziegler na zjeździe Gesellschaft Deutscher Chemiker zaproponował policykliczną strukturę polimeru (C3O2)n zawierającą skondensowane pierścienie α-pironu (2H-piran-2-onu), co zostało wkrótce potwierdzone w innych laboratoriach, jednak w roku 1984 struktura ta została zakwestionowana. W roku 2004 opublikowane zostały badania rentgenograficzne (C3O2)n w roztworze dowodzące, że związek ten rzeczywiście zawiera jednostki α-pironu, a stopień polimeryzacji wynosi ok. n ≈ 40 (co jest niezgodne z wcześniejszymi wynikami n = 6–8 i wymaga potwierdzenia). Strukturę poli-α-pironu potwierdziły też analizy 13C NMR w ciele stałym.

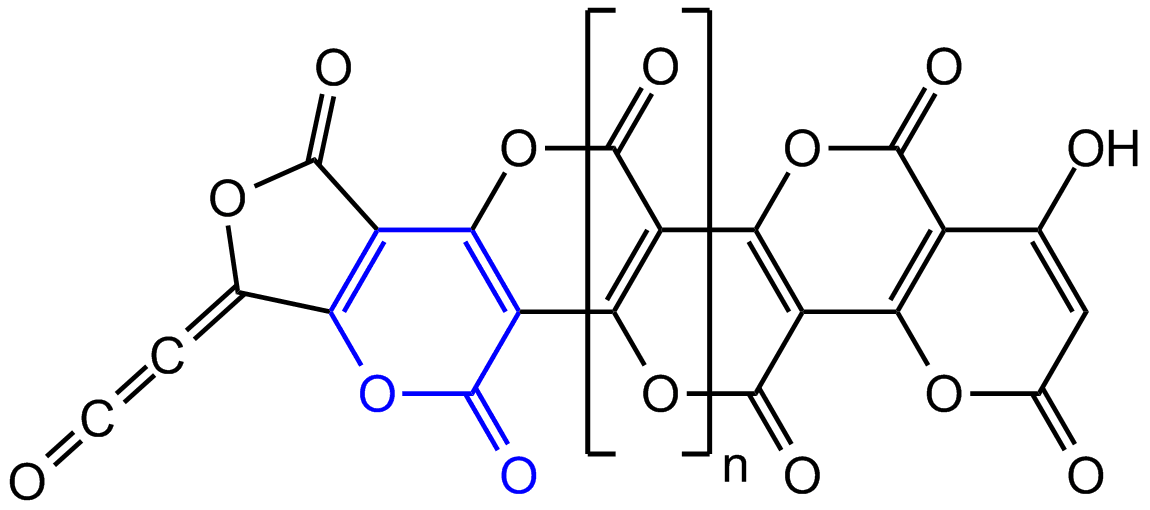
Poli(podtlenek węgla) z wyróżnionym pierścieniem α-pironu